# Oraàs
Oraàs – miejscowość i gmina we Francji, w regionie Nowa Akwitania, w departamencie Pireneje Atlantyckie.
Według danych na rok 1990 gminę zamieszkiwało 180 osób, a gęstość zaludnienia wynosiła 17 osób/km² (wśród 2290 gmin Akwitanii Oraàs plasuje się na 997. miejscu pod względem liczby ludności, natomiast pod względem powierzchni na miejscu 1022.).